# 群馬事件
群馬事件（ぐんまじけん）は、1884年（明治17年）5月に群馬県北甘楽郡で起こった自由党急進派と農民による自由民権運動の激化事件である。
明治15年からの松方デフレにより全国的に農民は困窮し、負債で苦しんでいた。群馬県北甘楽郡でも30余の村の村民が県へ陳情するほどであった。党本部の政府寄り姿勢に憤っていた群馬の自由党指導者・清水永三郎は、この状況を見て党勢拡大を意図し、集会などを開いて反政府感情を煽っていた。そして1884年3月、清水は湯浅理平・小林安兵衛・三浦桃之助ら同志とともに、北甘楽郡周辺の農民のほか猟師・博徒も誘って政府転覆を計画する。だがこの最初の計画は4月に清水らが政府密偵謀殺容疑をかけられ他県へ逃亡したことにより一旦頓挫した。
その後、清水は上京したが、湯浅・小林・三浦はすぐに甘楽に戻り、5月初めの日本鉄道高崎駅開業式での農民蜂起を再び計画した。しかし開業式が延期されたため実行されなかった。この結果を自由党本部へ三浦が報告したが、党幹部はこれに賛同しなかった。逆に宮部襄や東京滞在中の清水に制止されている。しかし農民たちの不満は収まらず、ついに湯浅・小林・三浦らを中心に5月15日に妙義山麓陣場ヶ原で蜂起した。当初の目的とは異なり、警察署や高崎鎮台分営の襲撃を目標にした。正確な蜂起人数は不明。数十名や200名また数千名という説など人数に幅がある。
群集は松井田警察分署を襲撃したが、人数不足や士気減退で高崎鎮台分営襲撃は実行されなかった。結局16日に北甘楽郡丹生村の高利貸岡部為作邸を打ちこわして蜂起は収束した。まもなく湯浅・小林・三浦らが逮捕され、妙義山中の残党も1ヶ月ほどで逮捕されていった。最終的には湯浅・小林・三浦ら12名が有期徒刑、20人が罰金刑となった。
小規模で終わったが、貧困農民の騒動と自由党急進派が結びついた端緒であり、実際に政府転覆を目的として加波山事件などに続く武装蜂起のはじめとなった事件である。